# Mariä Geburt (Frauenried)

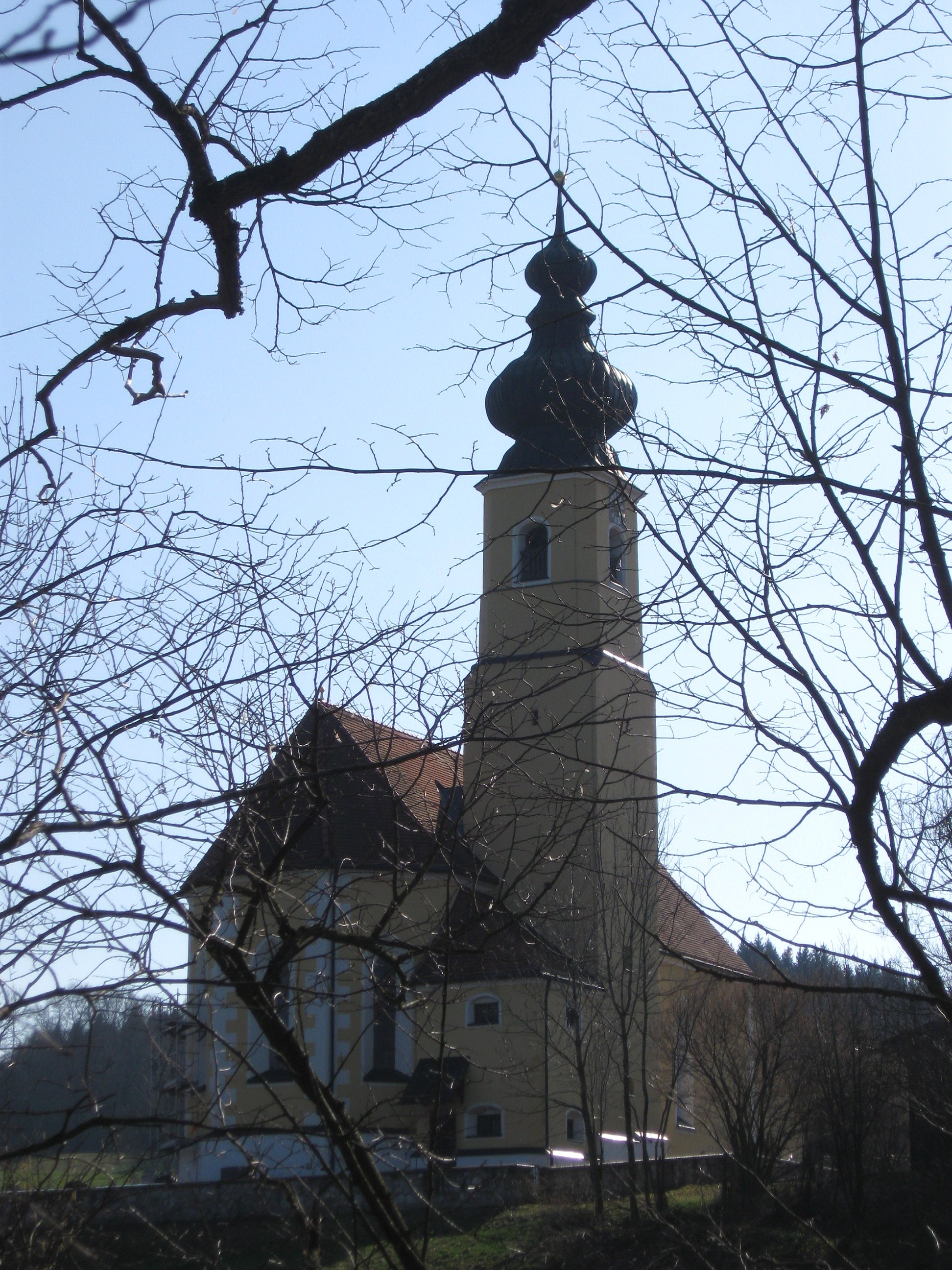
Mariä Geburt (Frauenried)

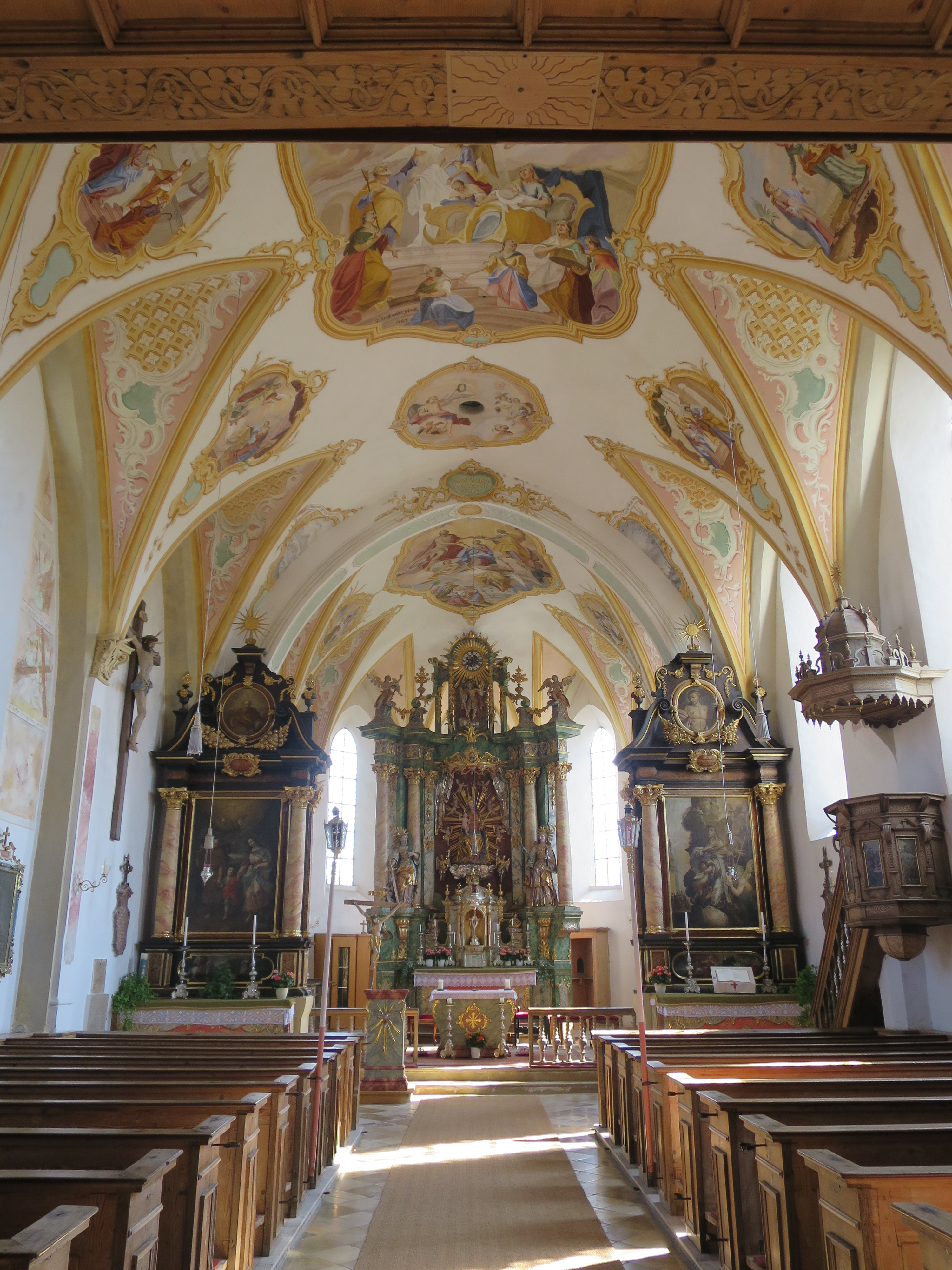
Innenraum

Die römisch-katholische Kuratiekirche Mariä Geburt steht in Frauenried, einem Gemeindeteil von Irschenberg im oberbayerischen Landkreis Miesbach. Das Bauwerk ist in der Liste der Baudenkmäler in Irschenberg als Baudenkmal unter der Nr. D-1-82-123-12 eingetragen. Die Kirche gehört zum Pfarrverband Irschenberg im Dekanat Miesbach des Erzbistums München und Freising.

## Beschreibung
Die in der Mitte des 15. Jahrhunderts erbaute und 1763 barock umgestaltete spätgotische Saalkirche besteht aus dem Langhaus mit fünf Jochen, dem eingezogenen, dreiseitig geschlossenen Chor im Osten, dem Chorflankenturm an der Nordwand des Chors sowie der Sakristei in der Nordostecke von Chorflankenturm und Chor. Das oberste Turmgeschoss mit abgeschrägten Ecken enthält den Glockenstuhl mit vier Kirchenglocken und ist mit einer Welschen Haube bedeckt.
Der Innenraum ist mit einem Stichkappengewölbe überspannt, das nach Entfernung der Gewölberippen mit Stuck und Fresken der Unbefleckten Empfängnis, der Mariä Geburt und der Krönung Mariens versehen wurde. Der Hochaltar wird von den Skulpturen der Katharina von Alexandrien und der Apollonia von Alexandria flankiert. Im Altarretabel steht eine gotische Skulptur der Maria Königin mit Kind im Strahlenkranz, umgeben von Engeln; sie wurde um 1500 von Erasmus Grasser geschaffen und später barockisiert. Auf den Retabeln der Seitenaltäre sind die Heilige Familie und Silvester I. dargestellt. Der Kreuzweg stammt aus der zweiten Hälfte des 18. Jahrhunderts.

## Orgel
Die Orgel mit 8 Registern auf einem Manual und Pedal wurde von Franz Borgias Maerz aus München im Jahr 1896 neu gebaut und später zweimal umgebaut. Die Disposition lautet:
| Manual C–f3  |       |
| Principal    | 8′    |
| Gedackt      | 8′    |
| Salicional   | 8′    |
| Octav        | 4′    |
| Traversflöte | 4′    |
| Flöte        | 2′    |
| Mixtur       | 2 ⁄3′ |

| Pedal C–d1 |     |
| Subbaß     | 16′ |

- Koppeln: M/P
- Spielhilfen: Tutti
- Bemerkungen: Kegellade, mechanische Spiel- und Registertraktur, freistehender Spieltisch